# Међународни дан борбе против хомофобије и трансфобије
Међународни дан борбе против хомофобије и трансфобије је светски дан који се слави 17. маја.

## Почетак
17. мај је изабран од стране француског активисте против хомофобије Луиса Георгија Тина као референца на дан када је светска здравствена организација објавила да хомосексуалност није психичка болест.

## Историја
Овај дан је јако значајан јер промовише сенсибилизацију против хомофобије, трансфобије, лезбофобије и бифобије.
По први пут, међународни дан борбе против хомофобије и трансфобије је прослављен 17. маја 2005. године, тачније 15. година од када је светска здравствена организација отклонила хомосексуалност са листе међународне класификације болести 17. маја 1990. године. Од 2005. године овај дан мобилише мноштво особа које проширују сенсибилизацију против хомофобије у виду представа, конференција и изложба. Данас се овај дан обележава у више од 60. држава широм света.
Како би светски дан био од великог значаја, сваке године је подигнута петиција за депенализацију хомосексуалности широм света која је више пута била потписана од стране нобеловаца као на пример: Дезмонда Тутуа, Елфриде Јелинеке, Дарија Фоа и др.

## Остале петиције
- 2010: Верска сенсибилизација
- 2011: Сенсибилизација на кажњивање хомосексуалаца